# 박선용
박선용(한국 한자: 朴宣勇, 1989년 3월 12일 ~ )은 대한민국의 축구 선수이며 포지션은 풀백(오른쪽)이고 수비형 미드필더도 소화 가능하다.

## 축구인 경력

### 선수 경력
2008 K리그 드래프트에서 전남 드래곤즈의 우선지명을 받은 뒤, 호남대학교 축구부에 입단하였다, 졸업 후 2012년 전남에 입단하였다. 시즌 초에는 수비수였으나 시즌 중반 소속팀의 사정으로 인해 수비형 미드필더로 보직을 변경했고 36경기를 뛰는 동안 2골을 기록하며 팀의 1부 리그 잔류를 도왔다. 광주 FC 이한샘, 포항 스틸러스 이명주와 함께 K리그 신인선수상 후보에 올랐으나 이명주에게 밀려 수상은 하지 못했다.
2013 시즌에도 31경기에 출전해 2도움을 기록하며 팀내 입지를 굳건히 했으나 2014 시즌에는 김태호와 이재억에게 밀려 9경기 출전에 그쳤다.
2015 시즌을 앞두고 FA(자유계약) 선수로 풀린 박선용은 FA로 풀린 팀 동료 심동운과 함께 전남을 떠나 포항 스틸러스로 이적하였다.
2017년 5월, 군 복무를 위해 아산 무궁화로 임대되었으며, 2019년 1월 31일 전역하여 포항 스틸러스로 복귀하였다.
2020시즌을 앞두고 K3리그의 강릉시청 축구단에 입단했다.

### 클럽 경기 출장 경력
2017년 11월 18일 기준
| 클럽          | 시즌 | 리그 | 리그 | FA컵 | FA컵 | 대륙 대회 | 대륙 대회 | 통산 | 통산 |
| 클럽          | 시즌 | 출장 | 득점 | 출장 | 득점 | 출장      | 득점      | 출장 | 득점 |
| ------------- | ---- | ---- | ---- | ---- | ---- | --------- | --------- | ---- | ---- |
| 전남 드래곤즈 | 2012 | 36   | 2    | 2    | 0    | -         | -         | 38   | 2    |
| 전남 드래곤즈 | 2013 | 31   | 0    | 0    | 0    | -         | -         | 31   | 0    |
| 전남 드래곤즈 | 2014 | 9    | 0    | 1    | 0    | -         | -         | 10   | 0    |
| 포항 스틸러스 | 2015 | 22   | 0    | 2    | 0    | -         | -         | 24   | 0    |
| 포항 스틸러스 | 2016 | 31   | 0    | 1    | 0    | 3         | 0         | 35   | 0    |
| 포항 스틸러스 | 2017 | 1    | 0    | 1    | 0    | -         | -         | 2    | 0    |
| 아산 무궁화   | 2017 | 4    | 0    | 0    | 0    | -         | -         | 4    | 0    |
| 아산 무궁화   | 2018 | 3    | 0    | 0    | 0    | -         | -         | 3    | 0    |
| 통산          | 통산 | 137  | 2    | 7    | 0    | 3         | 0         | 147  | 2    |

## 그 외
박선용은 동생 박선주와 형제애가 아주 깊은 것으로 알려져있다. 박선용이 전남 드래곤즈 소속이었을 때,경기가 끝나고 나면 박선주와 항상 통화를 하며 경기를 봤는지 묻고 조언을 주고 받았다고 한다.